# Haggölen (Frödinge socken, Småland)
Haggölen är en sjö i Vimmerby kommun i Småland och ingår i Botorpsströmmens huvudavrinningsområde.